# 劉向歆父子年譜
《劉向歆父子年譜》，為中國史學家錢穆寫於1929年的论文，最初發表在1930年《燕京學報》第七期上。錢穆根據《漢書·儒林傳》的記載，將西漢宣帝石渠閣議奏到東漢章帝白虎觀議奏、共一百二十年間，諸博士的意見進行整理，歸納出當時各家各派師承家法及經師論學的焦點所在，並認為康有為《新學偽經考》說劉歆偽造古文經之論點共有二十八處不通。
錢穆舉證詳實、立意明確，凡是康有為曲解史文、抹煞反證之處，均一一歷指而道其原委。最重要的是，按照劉歆及其父劉向生卒及任事年月依次排列，使康有為的錯誤曲解一目了然。錢穆由此名聲大噪，學術界均佩服錢穆慧眼獨識。胡適在1930年10月28日的日記中寫道：“昨今兩日，讀錢穆（賓四）先生的《劉向歆父子年譜》（《燕京學報》七月）及顧頡剛的《五德終始說下的政治和歷史》（《清華學報》六·一）。錢譜為一大著作，見解與體例都好；他不信《新學偽經考》，立二十八事不可通以駁之。顧說一部分作于曾見錢譜之後，而墨守康有為、崔適之說，殊不可曉。”
錢穆以《漢書》解決了近代學術史上的一大疑案，他認為經學上的問題也即是史學上的問題，同時也澄清了劉歆偽造《左傳》、《毛詩》、《古文尚書》、《逸禮》諸經的論點。